# Rollwitz
Rollwitz er en by og kommune i det nordøstlige Tyskland, beliggende i Amt Uecker-Randow-Tal i den sydøstlige del af Landkreis Vorpommern-Greifswald. Landkreis Vorpommern-Greifswald ligger i delstaten Mecklenburg-Vorpommern.

## Geografi
Rollwitz er beliggende ved delstatsgrænsen til Brandenburg ved den nordvestlige ende af en randmoræne, der i halvkreds ligger mellem floddalene til Uecker og Randow, og med landsbyen Schmarsow beliggende på østbredden af Uecker. Egnen er præget af landbrugsland.
Pr. 1. Januar 2012 blev de tidligere selvstændige kommuner Damerow og Züsedom lagt sammen med Rollwitz.
I kommunen ligger landsbyerne :
- Damerow
- Rollwitz
- Schmarsow
- Züsedom

### Trafik
Bundesstraße B 109 (Pasewalk–Prenzlau) går gennem Rollwitz. Syd for byen ligger tilkørslen Pasewalk-Süd på motorvejen A 20. Nærmeste banegård er i Pasewalk.

## Eksterne kilder og henvisninger
1. ↑  Gebietsänderungen, Statistisches Landesamt Mecklenburg-Vorpommern

- Wikimedia Commons har flere filer relateret til Rollwitz
- Kommunens side på amtets websted
- Befolkningsstatistik mm (Webside ikke længere tilgængelig)